# Флаг Хакасии
Флаг Хака́сии (хак. Хакас Республиказың Флаг) является государственным символом Республики Хакасия Российской Федерации.
Ныне действующий флаг утверждён Законом Республики Хакасия от 1 октября 2003 года № 52 и внесён в Государственный геральдический регистр Российской Федерации с присвоением регистрационного номера 1327.

## Описание
«Государственный флаг Республики Хакасия представляет собой прямоугольное полотнище, состоящее из четырёх полос. Три равновеликие полосы расположены горизонтально в последовательности: верхняя — синего, средняя — белого и нижняя — красного цвета. Четвёртая полоса, зелёного цвета, располагается вертикально, непосредственно у древка, объединяя горизонтальные полосы.

В середине зелёной полосы изображён солярный знак (символ Вселенной) золотистого цвета.

Ширина каждой из горизонтальных полос составляет одну треть ширины флага.

Отношение ширины флага к его длине 1:2».

## Флаги 1992—2003 гг
В 1992—2003 годах флаг Хакасии выглядел точно так же, как и современный вариант, но последовательность горизонтальных полос была иной (сверху вниз: белая, синяя, красная).
В 2003 году по настоянию Геральдического Совета при Президенте Российской Федерации и после протеста прокурора Республики Хакасия на статью 1 Закона Республики Хакасия от 25 ноября 2002 года № 68 «О Государственном флаге Республики Хакасия», порядок расположения полос был изменён, чтобы не повторять расположение полос на флаге России, что запрещено федеральным конституционным законом «О Государственном флаге Российской Федерации».
На флаге 1992 года солярный знак изображался чёрно-белым, на флаге 1993 года золотисто-белым, на флаге 2002 — золотистым.

### Описание флага 1992 года
«Государственный флаг Республики Хакасия является символом её государственности в составе Российской Федерации, готовности к политическому и социально-экономическому сотрудничеству со всеми субъектами Российской Федерации и государствами СНГ.
Государственный флаг Республики Хакасия представляет собой прямоугольное трёхцветное полотнище из равновеликих горизонтальных белой, лазоревой, алой полос, каждая из которых составляет 1/3 ширины флага, и вертикальной, вдоль древка флага, полосы зелёного цвета, также равное 1/3 ширины флага.
Три цвета флага Хакасии соответствуют цветам Государственного флага Российской Федерации и подчёркивают, что Республика Хакасия является субъектом Российской Федерации.
Зелёная прямоугольная полоса вдоль древка флага во всю его ширину означает вечность жизни, возрождение, дружбу и братство народов Хакасии, является традиционные цветом Сибири.
В центре зелёной полосы расположен солярный знак, символизирующий дань уважения к поколениям людей, живших на земле Хакасии и использовавших этот знак на каменных изваяниях, встречающихся только на территории Хакасии. Чёрный цвет, присутствующий в солярном знаке, символизирует мудрость людей, начертавших его.
Расположенный в центре зелёной полосы солярный знак представляет собой геометрическую фигуру из окружности, вписанной в два перпендикулярно расположенных ромба. Размеры диагоналей ромба соотносится 1 : 7/10. Размер большой диагонали равен ширине одной из полос флага. Точки вершин расположены под углом 45° от вертикали флага. Внешний диаметр окружности равен 4/5 от большой диагонали ромба. Диаметры следующих окружностей: 7/10, 3/5, 2/5, 1/3 от величины большой диагонали ромба.
Треугольники („ушки“ солярного знака) и первый внешний круг — чёрные. Далее идёт чередование цветов: белый, чёрный, белый, чёрный.
Соотношение ширины флага к его длине — 1:2».